# Pochod ukrajinských nacionalistů
Pochod ukrajinských nacionalistů je neoficiální název ukrajinské vlastenecké písně Zrodili jsme se ve velké hodině (ukrajinsky Зродились ми великої години, Zrodylys' my velykoji hodyny), která byla v roce 1932 oficiálně přijata vedením Organizace ukrajinských nacionalistů jako hymna OUN a používána byla i jako symbol Ukrajinské povstalecké armády. Slova písně napsal doktor literatury Oles Babij(uk) a hudbu složil klavírní a varhanní profesor Omeljan Nyžankivskyj(uk) v roce 1929. Píseň bývá označována jako vlastenecká píseň z dob povstaleckých bojů za nezávislost či ukrajinská lidová píseň. Populární je dodnes, hraje se např. akcích připomínajících Ukrajinskou povstaleckou armádu. Na oficiálních příležitostech jako jsou např. oslavy Dne nezávislosti však byla nahrazena její novodobou verzí Pochod nové armády, která má mírně upravený text a především nahrazenou poslední sloku, která v původní verzi odkazuje k hranicím Ukrajinské lidové republiky, které se neshodují s hranicemi současné Ukrajiny.

## Pozadí vzniku písně
V roce 1919, s koncem polsko-ukrajinské války, která skončila zabráním západní Ukrajiny druhou Polskou republikou, bylo mnoho bývalých představitelů a elit Ukrajinské lidové republiky donuceno odejít do exilu. V meziválečném Polsku navíc narůstaly represe Ukrajinců, které zahrnovaly násilnou polonizaci školství, omezení používání ukrajinštiny i brutální domovní prohlídky a zatýkání. Mnoho zejména mladých Ukrajinců propadalo beznaději ze své budoucnosti, což umocňoval nezájem západních demokracií nad osudem Ukrajiny. V tomto období deziluze tak začala narůstat podpora Organizace ukrajinských nacionalistů (OUN) a radikálnějšího boje za zájmy Ukrajinců. Píseň byla napsána v roce 1929 na pozadí těchto politických událostí a pro své bojové vyznění byla o tři roky později přijata předsednictvem OUN jako hymna organizace.

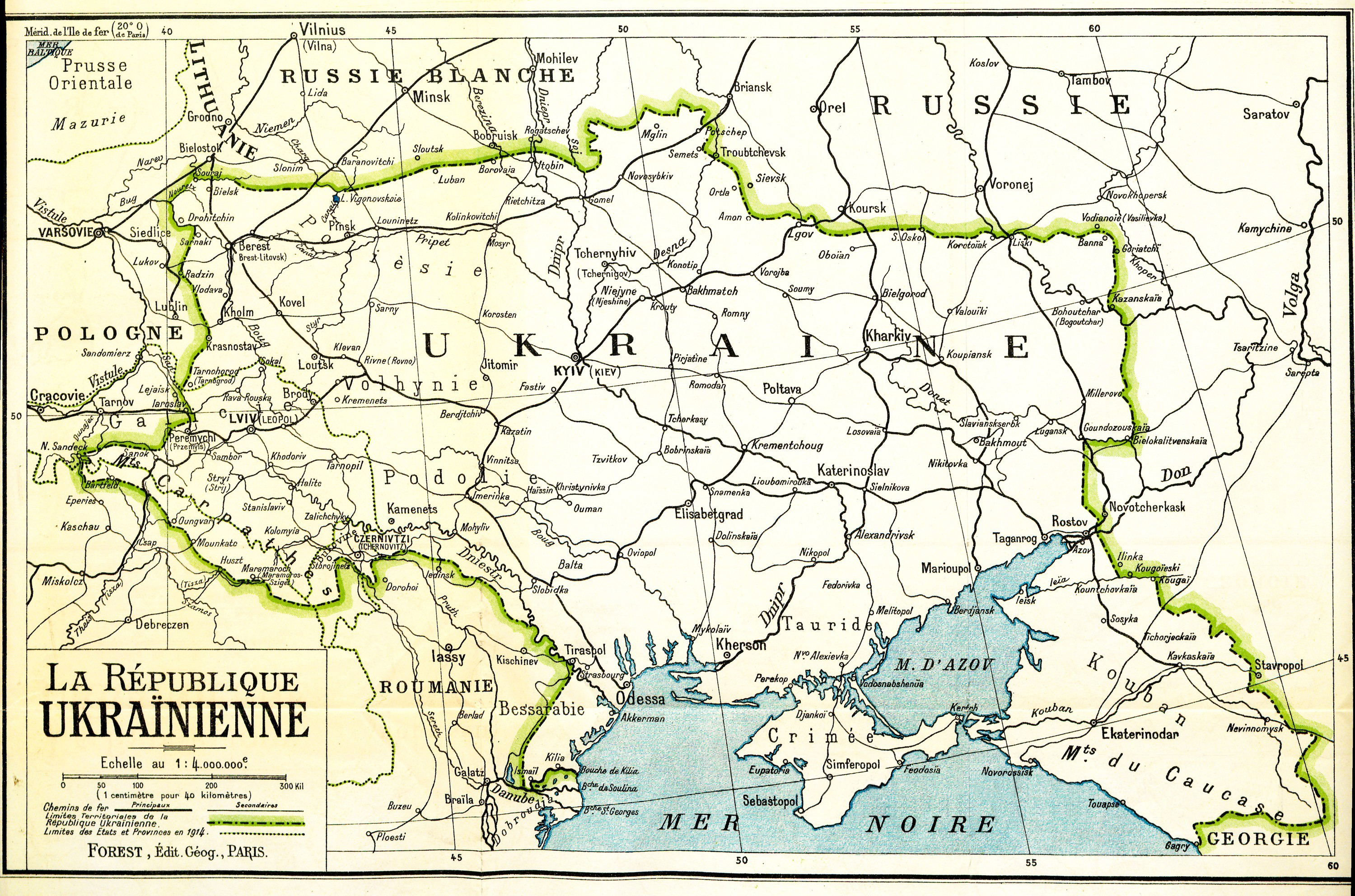
Navrhované hranice nedlouho existující Ukrajinské národní republiky, táhnoucí se od řeky San v dnešním Polsku po oblast Kubáň vedle pohoří Kavkaz v dnešním jižním Rusku (jak je uvedeno v písni).

První sloka písně vyjadřuje bolest ze ztráty Ukrajiny, což je odkaz na zánik nezávislé Ukrajinské lidové republiky existující pod útoky Poláků i Rusů (jak bolševiků, tak bílých) v letech 1917-1921. Republika byla rozdělena mezi Sovětský svaz a druhou Polskou republiku. Píseň dále zmiňuje vůli radši padnout v boji, než se podřídit nadvládě a vyzývá ke sjednocení pod modro-žlutou vlajkou Ukrajiny, což je odkaz na periodu vnitroukrajinských bojů a následné sjednocení Západoukrajinské lidové republiky a Ukrajinské lidové republiky, k němuž došlo 22. 1. 1919. Poslední sloka pak obsahuje jinak i samostatně používané motto „Jednotný ukrajinský stát od Sanu po Kavkaz“, což je odkaz na územní koncepci, v níž ukrajinská západní hranice začíná na řece San v oblasti dnešního jihovýchodního Polska a východní hranice Ukrajiny sahá až na Kubáň do podhůří pohoří Kavkaz v dnešním jižním Rusku. Hranice v této podobě však Ukrajina nikdy v jeden okamžik nekontrolovala a šlo tak spíše o cíl či návrh prezentovaný vítězným mocnostem první světové války během jednání o budoucí podobě Evropy na Pařížské mírové konferenci.

## Text písně
| Ukrajinský text Зродились ми великої години, З пожеж війни, із полум’я вогнів, Плекав нас біль по втраті України, Кормив нас гнів і злість на ворогів. І ми йдемо в бою життєвому, Тверді, міцні, незламні мов граніт, Бо плач не дав свободи ще нікому, А хто борець — той здобуває світ. Не хочемо ні слави ні заплати. Заплатa нам це радість в боротьбі! Солодше нам у бою умирати, як жити в путах, мов німі раби. Доволі нам руїни і незгоди, Не сміє брат на брата йти у бій! Під синьо-жовтим прапором свободи З'єднаєм весь великий нарід свій. Велику правду — для усіх єдину, Наш гордий клич народові несе! Вітчизні ти будь вірний до загину, Нам Україна вище понад все! Веде нас в бій борців упавших слава. Для нас закон — найвищий то наказ. "Соборна Українськая держава — Вільна й міцна, від Сяну по Кавказ". | Ukrajinský text v transkripci do latinky Zrodylys' my velykoji hodyny, Z požež vijny, iz polumja vohniv. Plekav nas bil' po vtrati Ukrajiny, Kormyv nas hniv i zlisť na vorohiv. I my jydemo u boju žyttěvomu, Tverdi, micni, nezlamni mov hranit, Bo plač ne dav svobody šče nikomu, A chto borec, toj zdobuvaje svit. Ne chočemo ni slavy ni zaplaty. Zaplata nam ce radisť v boroťbi! Solodše nam u boju umyraty, Jak žyty v putach, mov nimi raby. Dovoli nam, rujny i nezhody, Ne smije brat na brata jti u bij! Pid syňo-žovtym praporom svobody Zjednajem ves' velykyj narid svij. Velyku pravdu dla usich jedynu, Naš hordyj klyč narodovi nese: Vitčyzni ty buď virnyj do zahynu, Nam Ukrajina vyšče ponad vse! Vede nas v bij borciv upavšych slava. Dlja nas zakon — najvyščyj to nakaz: «Soborna Ukrajins'kaja deržava — Vil'na j micna, vid Sjanu po Kavkaz!» | Český překlad Zrodili jsme se ve velké hodině, Z ohňů války a z plamenů výstřelů. Vychovával nás bol ze ztráty Ukrajiny, Krmil nás hněv a zlost na nepřátele. A my kráčíme do životního boje, Tvrdí, silní, nezlomní jak granit, Neboť pláč ještě nedal svobody nikomu, Ale kdo je bojovník, ten dobude svět. Nechceme slávu ani plat. Platem nám je radost z boje! Sladší je pro nás umřít v boji, Než žít v poutech jak němí otroci. Dost už s ničením a neshodami, Nesmí bratr proti bratrovi jít v boj! Pod modro-žlutým praporem svobody Sjednotíme celý veliký národ náš. Velikou pravdu pro všechny jednotnou, Náš hrdý křik národu nese: Vlasti buď věrný do smrti, Nám je Ukrajina nade vše! Vede nás v boj padlých bojovníků sláva. Pro nás je nejvyšším zákonem rozkaz: „Jednotný ukrajinský stát — Svobodný a silný, od Sanu po Kavkaz!“ |

## Moderní verze – Pochod nové armády
Pochod nové armády (ukrajinsky Марш нової армії, Pochod novoji armiji) je moderní adaptace písně, která se používá jako ukrajinský vojenský pochod i jako vlastenecká píseň s bojovým podtextem. Upravený text byl vytvořen v roce 2017 z iniciativy Oleha Skrypky, zpěváka ukrajinské rockové skupiny Vopli Vidopliassova. Nový text vyjadřuje poctu vojákům ozbrojených sil Ukrajiny, kteří bojovali a padli v během války na Donbase. Text podle Skrypky začal vznikat přímo na frontě, kde hrál koncert pro jednu dobrovolnickou jednotku. Výraznou změnou oproti původní verzi je vypuštění třetí a čtvrté sloky a vypuštění zmínky o hranicích „od Sanu po Kavkaz“ ve sloce poslední. Ostatní změny jsou drobné a zaměřené na aktuálnější vyznění písně v proti originálu změněném kontextu, kdy sice nezávislá Ukrajina existuje, ale je ohrožena její svoboda a celistvost.
Nový pochod byl poprvé představen počátkem roku 2017 v předvečer Dne dobrovolníků a odehrál ho Skrypka ve spolupráci se Souborem písní a tanců Ozbrojených sil Ukrajiny.
Po dalších drobných úpravách textu 24. srpna 2018 zazněla poprvé moderní verze písně při oficiální příležitosti, a to na vojenské přehlídce v Kyjevě pořádané na Den nezávislosti a věnované 27. výročí vyhlášení nezávislosti a 100. výročí vzniku Ukrajinské lidové republiky. Tehdejší prezident Petro Porošenko ve svém zahajovacím projevu na přehlídce zazpíval úryvek písně a popsal ji jako píseň, která „symbolizuje nerozlučitelné pouto mezi různými generacemi bojovníků za svobodu vlasti“.

### Upravený text v podobě, která zazněla na přehlídce v roce 2018
| Ukrajinský text Зродились ми великої години, З пожеж війни і полум’я вогнів. Плекав нас біль за долю України, Зростив нас гнів і лють на ворогів. Ми йдемо в бій переможним ходом, Тверді й міцні, незламні мов граніт, Бо плач не дав нікому ще свободи, А хто борець, той здобуває світ. Велику правду для усіх єдину, Наш гордий клич народові несе: Вітчизні будь ти вірний до загину Нам Україна вище понад все! Веде нас в бій героїв наших слава. Для нас закон найвищий то наказ: «Соборна Українська є держава — Одна навік: вона в серцях у нас!» | Ukrajinský text v transkripci do latinky Zrodylys' my velykoji hodyny, Z požež vijny, i polumja vohniv. Plekav nas bil' za dolju Ukrajiny, Zrostyv nas hniv i ljuť na vorohiv. My jdemo v bij peremožnym chodom, Tverdi j micni, nezlamni mov hranit, Bo plač ne dav nikomu šče svobody, A chto borec', toj zdobuvaje svit. Velyku pravdu dlja usich jedynu, Naš hordyj klyč narodovi nese: Vitčyzni buď ty virnyj do zahynu Nam Ukrajina vyšče ponad vse! Vede nas v bij herojiv našych slava. Dlja nas zakon najvyščyj to nakaz: «Soborna Ukrajins'ka je deržava — Odna navik: vona v sercach u nas!» | Český překlad Zrodili jsme se ve velké hodině, Z ohňů války a z plamenů výstřelů. Vychovával nás bol z osudu Ukrajiny, Pozvedl nás hněv a zloba na nepřátele. Jdeme do boje vítězným pochodem, Tvrdí a silní, nezlomní jak granit, Neboť pláč ještě nedal svobody nikomu, Ale kdo je bojovník, ten dobude svět. Velikou pravdu pro všechny jednotnou, Náš hrdý křik národu nese: Vlasti buď věrný do smrti, Nám je Ukrajina nade vše! Vede nás v boj našich bojovníků sláva. Pro nás je nejvyšším zákonem rozkaz: „Jednotný ukrajinský je stát — Jediný navždy, je v našich srdcích!“ |